# The Yellow Wallpaper
The Yellow Wallpaper  (en español: "El papel de pared amarillo" o "El papel amarillo") es un cuento de 6000 palabras obra de la escritora norteamericana Charlotte Perkins Gilman, que fue publicado por primera vez en enero de 1892 en The New England Magazine. Es considerado una importante obra seminal de la literatura feminista norteamericana, e ilustra las actitudes en el siglo XIX con respecto a la salud de las mujeres, tanto en su aspecto físico como mental.
Escrito en primera persona, la historia es un conjunto de anotaciones en su diario escritas por una mujer cuyo esposo médico (John) ha alquilado una mansión antigua para pasar el verano. Descartando otras habitaciones en la casa, la pareja se instala en el cuarto de niños en la planta alta. Como una forma de tratamiento a la mujer sin nombre se le prohíbe trabajar, y se la alienta a que se alimente correctamente y a realizar mucho ejercicio y estar al aire libre, de forma que ella pueda recuperarse de lo que su esposo denomina una "depresión nerviosa temporal– una ligera tendencia histérica", un diagnóstico común para las mujeres de esa época. Ella esconde su diario de su esposo y la hermana de su esposo la casera, temerosa de que se le reproche que ha estado trabajando en demasía. Las ventanas del cuarto se encuentran con barrotes para prevenir que los niños se encaramen a las mismas, y existe un portoncito en la parte superior de la escalera, a pesar de que ella y su esposo tienen acceso al resto de la casa y sus terrenos.
La historia presenta los efectos de la falta de estimulación sobre la salud mental de la narradora y cómo esta desarrolla una psicosis. Sin nada que la estimule, se obsesiona por el diseño y el color del papel de la pared. "Ese papel de la pared, tiene el tono amarillo más extraño! Me hace pensar en todas las cosas amarillas que he visto en mi vida – no las cosas hermosas como por ejemplo los botones de oro, sino cosas amarillas viejas echadas a perder. Pero ese papel tiene algo particular, su olor! ... La única cosa que se me ocurre parecida es el color del papel! Un olor amarillo."
Al final, se imagina que hay mujeres arrastrándose por entre los dibujos del papel del muro y llega a creer que ella es una de esas mujeres. La protagonista se encierra en la habitación, el único sitio en el cual se siente segura, negándose a dejarlo una vez que concluye el alquiler por el verano. "Porque afuera debes arrastrarte por el suelo, y todo es verde en vez de amarillo. En cambio aquí puedo arrastrarme fácilmente por el piso, y mi hombro calza perfectamente en un extenso contacto íntimo con la pared, por lo que no puedo perderme."

## Síntesis del argumento
La historia describe el descenso de una mujer joven hacia la locura. John su esposo es comprensivo aunque falto de criterio, cree que lo mejor para ella es hacer una cura de reposo luego de haber dado a luz a su hijo. La familia pasa el verano en una mansión colonial que, según las palabras del narrador, "es un poco extraña". La mujer y su esposo se instalan en una habitación en la planta alta la cual ella supone fue el cuarto de los niños ya que posee múltiples ventanas, lo que permite el paso del aire tan necesario para su recuperación. Además de la pareja, también se encuentra allí Jennie la hermana de John; quien hace las tareas de la casa. Tal como era costumbre de la época las ventanas de la habitación de los niños tienen barrotes y el papel de la pared ha sido arrancado en ciertas partes, y el suelo esta rayado. La narradora atribuye ello a los niños, ya que la mayoría del daño está circunscrito a las zonas que ellos pueden alcanzar. Aunque se lo deja al lector en la duda sobre cual es la fuente real del estado de la habitación.
La narradora dedica numerosas anotaciones en su diario para describir el papel que recubre las paredes de la habitación– su olor "amarillo", su diseño "que quiebra el cuello", las partes que han sido arrancadas y la forma como deja manchas amarillas en la piel y la ropa de toda persona que lo toca. Ella relata como cuanto más tiempo se permanece en la habitación, más parece mutar el papel de la pared, especialmente a la luz de la luna. Sin más estímulo que el papel de la pared, a medida que transcurre el tiempo el patrón y los diseños son cada vez más intrigantes para la narradora. Pronto ella comienza a ver una figura humana en el diseño, y finalmente está convencida de que una mujer se arrastra gateando por detrás del diseño del papel. Convencida de que debe liberar a la mujer que esta cautiva en el papel de la pared, comienza a arrancar los restos del papel de la pared.
El último día del verano, ella se encierra en su habitación para arrancar los pedazos que quedan del papel en la pared. Cuando John regresa a la casa, ella se niega a abrir la puerta. Cuando John finalmente vuelve con una llave, la encuentra arrastrándose por el cuarto, recorriendo las paredes y tocando el papel en la pared. Ella exclama, "Por fin te tengo,...a pesar de ti y de Jane", y su esposo se desvanece mientras ella continúa dando vueltas por la habitación, pasando por encima de su cuerpo inerte en cada recorrida que realiza.

## La interpretación de Gilman

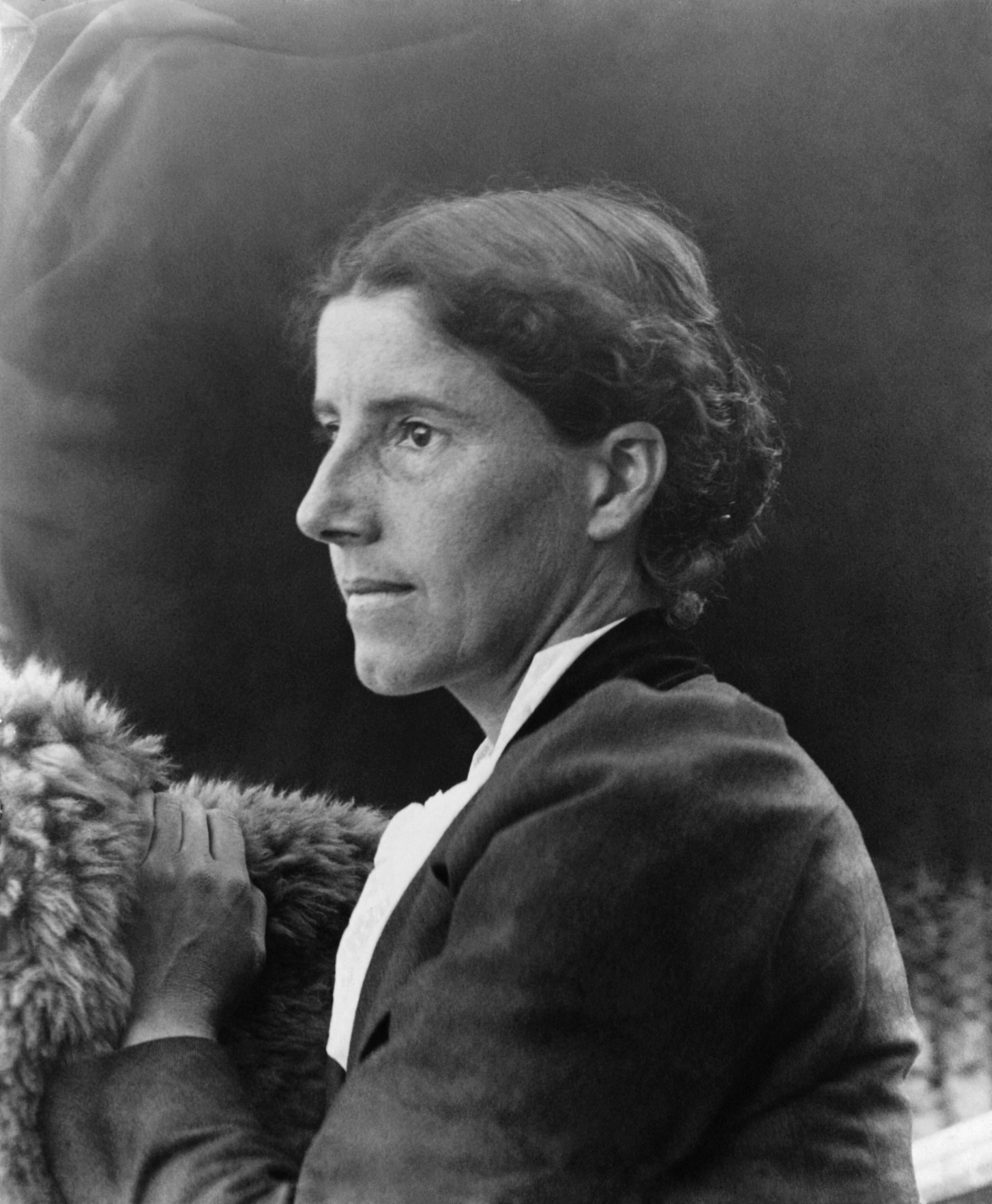
Charlotte Perkins Gilman hacia 1900.

Gilman utilizó su cuento para explorar el papel de la mujer en los Estados Unidos de su época. Trató temas tales como la falta de una vida más allá del hogar y las fuerzas opresivas de la sociedad patriarcal. Con su trabajo Gilman marcó el camino a escritoras tales como Alice Walker y Sylvia Plath.
En The Yellow Wallpaper Gilman presenta la enfermedad mental de la narradora como una forma de protestar contra la opresión médica y profesional contra las mujeres de su época. Aunque daba la impresión de que los esposos y los doctores actuaban según lo que era mejor para las mujeres, las mujeres eran consideradas mentalmente débiles y frágiles. Por esa época los propulsores de los derechos de la mujer consideraban que el hecho que a muchas mujeres se las diagnosticara con enfermedades mentales era el resultado de los papeles que se les permitía tomar en una sociedad dominada por los hombres. A las mujeres se las desalentaba a que escribieran, ya que si ellas escribían entonces esto les permitiría crear una identidad y convertirse en un tipo de poder desafiante. Gilman notó que el escribir se convirtió en una de las pocas vías de realización de las mujeres de su época, en un tiempo en que tenían muy pocos derechos.
Gilman indicó que la idea del cuento le había surgido a partir de su experiencia personal como paciente: "el propósito fundamental del cuento era contactar con el Dr. S. Weir Mitchell, y convencerlo de lo errado de sus métodos". Había pasado por extensos períodos de depresión y había consultado a un afamado médico especialista, quien le había recetado una "cura de reposo", según la cual "Gilman debía vivir una vida tan hogareña como fuera posible". Tenía prohibido tocar una lapicera, lápiz, o pincel, y sólo tenía permitidas dos horas diarias de estimulación mental.
Al cabo de tres meses y casi desesperada, Gilman decidió abandonar el tratamiento que le habían indicado y comenzó nuevamente a trabajar. Luego de darse cuenta de cuan cerca había estado de padecer una enfermedad mental de magnitud, escribió The Yellow Wallpaper con agregados y exageraciones para ilustrar su propuesta y protesta por lo que consideraba un tratamiento inadecuado. Le envió una copia a Mitchell, pero nunca recibió una respuesta.
La autora indicó que The Yellow Wallpaper "no aspiraba a enloquecer a la gente, sino a evitar que la gente fuera enloquecida, y funcionó". Gilman dijo que muchos años después se enteró de que Mitchell había cambiado sus métodos de tratamiento, pero la historiadora Julie Bates Dock hizo notar que no había sido así. Mitchell continuó con sus métodos, e inclusive en 1908 – 16 años después de "The Yellow Wallpaper" fuera publicado – estaba interesado en fundar hospitales dedicados a brindar "curas de reposo" de forma que este tipo de tratamiento fuera muy accesible.